# 21455 Mcfarland
A 21455 Mcfarland (ideiglenes jelöléssel 1998 HH41) a Naprendszer kisbolygóövében található aszteroida. A LINEAR projekt keretében fedezték fel 1998. április 20-án.